# Kriegerdenkmal Redekin
Das Kriegerdenkmal Redekin ist ein denkmalgeschütztes Kriegerdenkmal der Ortschaft Redekin der Stadt Jerichow in Sachsen-Anhalt. Im örtlichen Denkmalverzeichnis ist das Kriegerdenkmal unter der Erfassungsnummer 107 05019 als Baudenkmal verzeichnet.

## Lage
Das Kriegerdenkmal von Redekin befindet sich, an der Genthiner Straße auf der linken Seite aus Richtung Genthin kommend, auf einer Grünfläche am Ortseingang.

## Gestaltung
Es handelt sich um eine Stele. Der untere Teil der Stele wurde mit gemauerten Feldstein gefertigt, gekrönt wird die Stele von einem Eisernen Kreuz. Im mittleren Teil der Stele befindet sich eine Gedenktafel für die Gefallenen des Ersten Weltkriegs.

## Inschrift
Ihren im Weltkriege 1914 – 18 gefallenen Helden

Die dankbare Gemeinde Redekin 

## Quelle
- Gefallenendenkmal Redekin Online, abgerufen am 20. Juni 2017.